# 蓮花橋駅
座標: 北緯39度53分50秒 東経116度18分38秒 / 北緯39.89722099999999度 東経116.310532度
蓮花橋駅（れんかきょうえき）は、北京市海淀区に位置する北京地下鉄10号線の駅である。

## 駅構造
島式ホーム1面2線を有する地下駅。

## 歴史
- 2012年12月30日 - 開業。

## 隣の駅
北京地下鉄
■10号線
六里橋駅 - 蓮花橋駅 - 公主墳駅